# 다카타 준
다카타 준(일본어: 高田 純, 1977년 12월 6일 ~ )는 일본의 전 축구 선수이다.

## 구단 경력
1996년 J1리그의 산프레체 히로시마에 입단했다. 1997년 재팬 풋볼 리그의 브럼멜 센다이(베갈타 센다이)로 이적했다. 1999년 J2리그로 승격했다. 1999년까지 62경기에 출전하여, 8득점을 넣었다. 1999년후 현역 은퇴.